# Одноранговая экономика
Одноранговая или пиринговая (англ. peer-to-peer, P2P (from peer to peer — от равного к равному)) экономика — это система экономической самоорганизации участников горизонтальных сетей, обеспечивающая производство, обмен, распределение и потребление материальных и нематериальных продуктов без использования централизованных, иерархических моделей управления. Отдельными исследователями одноранговая экономика рассматривается в качестве самостоятельного способа производства, альтернативного как капиталистическому, так и социалистическому производству. Исторически её развитие связано с формированием сетевого информационного общества.
Для одноранговой экономики характерны децентрализация и наличие широкой системы непосредственных экономических связей между равноправными участниками распределенных горизонтальных сетей. Вертикальные иерархические механизмы управления экономическими процессами, играющие центральную роль в традиционных экономических моделях (в том числе при капиталистическом способе производства), в одноранговой экономике сменяются самоорганизацией экономических агентов.
Основными предпосылками распространения одноранговых экономических практик выступают рост сетевых и коммуникационных технологий, в особенности сети интернет и повышение значимости информации, как экономического ресурса. Одноранговая экономика преимущественно развивается в сфере производства нематериальных благ (информационные, цифровые продукты, социальный контент и др.)
Одноранговая экономика проявляется в различных формах совместного потребления (шеринга), в рамках которого осуществляется коллективное использование товаров и услуг вместо индивидуального владения.

## Понятие
Понятие одноранговой экономики тесно связано с понятием одноранговой сети, которое обозначает децентрализованную компьютерную сеть, состоящую из равнозначных узлов. В этом смысле одноранговая сеть выходит за пределы чисто технического объединения и взаимодействия электронных устройств и рассматривается, как модель отношений между людьми, то есть социальных отношений. Мишель Бован в своей работе «P2P и человеческая эволюция» дает следующее описание одноранговой деятельности: «Это форма сетевой организации людей, основанная на свободном участии равнозначных партнеров в производстве общих ресурсов, не требующая монетарной компенсации в качестве основного мотивационного фактора и не связанная с использованием иерархических методов управления. Такая сетевая организация создает общественные блага, ранее возникавшие в результате функционирования свободного рынка или государственного аппарата, и использует социальные взаимоотношения, а не механизмы рыночного ценообразования или директивного управления, в качестве основного инструмента для распределения ресурсов».
Динамика одноранговых отношений возникает в среде функционирования «распределенных сетей». Согласно определению Александра Галлоуэя, распределенная сеть отличается как от централизованной сети, в которой все узлы связаны с одним центральным хабом, так и от децентрализованной сети, где все узлы соединяются через несколько хабов. Классический пример централизованной сети — старые системы телефонии (все телефонные соединения проходят через центральный коммутатор), а децентрализованной сети — система аэропортов США и некоторых других крупных стран (все перелеты осуществляются между несколькими крупными аэропортами-хабами). В децентрализованной сети могут одновременно существовать несколько центров контроля. Особенностью распределенных сетей, наоборот, является возможность участников свободно выстраивать прямые связи между собой, минуя любые промежуточные хабы. В этом проявляется горизонтальный характер отношений одноранговой сети, обеспечивающий полную автономность экономических агентов.
Одноранговая экономическая деятельность возникает в тех сегментах децентрализованной сетевой экономики, где организация участников носит предельно возможный в нынешних технических условиях распределенный характер.

## Основные характеристики
Выделяют следующие характеристики одноранговой экономики:
Во-первых, это свободная кооперация между равноправными экономическими субъектами. Равноправие и свободный доступ участников одноранговых сетей означают, что входные барьеры для них должны быть настолько низкими, насколько возможно. Иными словами, одноранговая самоорганизация невозможна в условиях предварительного отбора участников на основе каких бы то ни было ограничительных критериев. Она складывается как результат добровольного объединения усилий для решения общих задач и осуществляется по факту имеющейся потребности в конкретной квалификации и вовлеченности участников.
Во-вторых, в одноранговой сети отсутствует вертикально организованное иерархическое управление. Одноранговая экономическая сеть является реальной социальной практикой самоорганизации сложных динамических систем. Принятие решений и управление в одноранговой сети носят распределенный характер, а подтверждение правильности выбора решения и проверка информации/знания осуществляются коллективно.
В-третьих, одноранговая деятельность осуществляется в целях достижения результата, который имеет общее значение для всех участников. В экономическом смысле это означает, что в центре одноранговых производственных процессов стоят задачи по созданию неких общих благ, которые одновременно являются и объектом потребления самих участников. В одноранговой экономике воплощается идея «просьюмера», предложенная Элвином Тоффлером, то есть индивида, который принимает прямое участие в процессе производства товаров и услуг, потребляемых им самим. Просьюмер является не просто маргинальным явлением, но представляет собой основную экономическую единицу системы. Помимо прочего, неизбежное превращение участника одноранговой экономической деятельности в просьюмера означает реальный переход к экономике, в рамках которой средства производства больше не отделяются от трудящихся.
В-четвёртых, монетарная компенсация не является основным стимулом для участия в одноранговом экономическом производстве. В одноранговой сети происходит свободная кооперация экономических субъектов, для которых первостепенное значение имеет потребительская стоимость создаваемых товаров и услуг (потребитель и производитель совпадают в одном лице). Меновая стоимость в такой модели либо не актуальна, либо имеет второстепенное значение. Кроме того, свободная, добровольная кооперация, в результате которой возникает возможность потребления создаваемых общих благ, не предполагает «продажи» труда в обмен на заработную плату. Иными словами, отсутствует само отчуждение труда, являющееся «сердцем» капиталистического способа производства.

## Примеры
- Открытое программное обеспечение. Исходный код такого ПО открыт для использования и внесения изменений. Создатели кода одновременно являются его потребителями.
- Открытое аппаратное обеспечение — компьютерное и электронное аппаратное обеспечение, разработанное в том же стиле, что свободное и открытое программное обеспечение.
- Открытое проектирование — способ разработки и сопровождения эксплуатации физических изделий, а также машин и систем. Цели и философия идентичны политике открытого кода, но применимо к разработке физических изделий, а не программного обеспечения.
- Открытая наука — движение, цель которого сделать научные исследования, данные и их распространение доступными для всех уровней заинтересованного общества, будь то любители или профессионалы. Этой парадигме следуют, например: КиберЛенинка, Figshare, Galaxy Zoo.
- Пользовательский контент в социальных сетях. Контент создаваемый пользователями для пользователей, в том числе с использованием социальных связей.
- Блокчейн (распределённые реестры). В таких системах отсутствует какой-либо централизованный администратор или централизованная база хранения данных. Когда участники вступают во взаимодействие, например при осуществлении транзакции, для её верификации используются случайно выбранные реестры, а информация о результатах совершенных действий сохраняется и воспроизводится во всех других реестрах системы. На всех этапах работы системы обеспечиваются распределенное (децентрализованное) хранение и проверка данных. Частный случай — криптовалюты.
- Файлообменные сервисы, в которых отдельные компьютеры, подключенные к интернету, объединяются в сеть для обмена цифровым контентом (аудио- и видеофайлами, документами и т. п.).
- Шеринговые системы (волонтёрский банк времени, каршеринг, и т. п.) торговые C2C площадки и электронные аукционы.
- Системы распределённых вычислений (добровольных вычислений), сети 3D принтеров.
- Сетевые энциклопедии, электронные библиотеки (например КиберЛенинка и Книга фанфиков), справочники.
- Распределённая энергетика.
- Netsukuku — проект создания распределённой самоорганизующейся одноранговой сети. В такой сети возможно обеспечение повышенной отказоустойчивости, анонимности, невозможности цензуры и полной независимости от Интернета.